# Keith Devlin

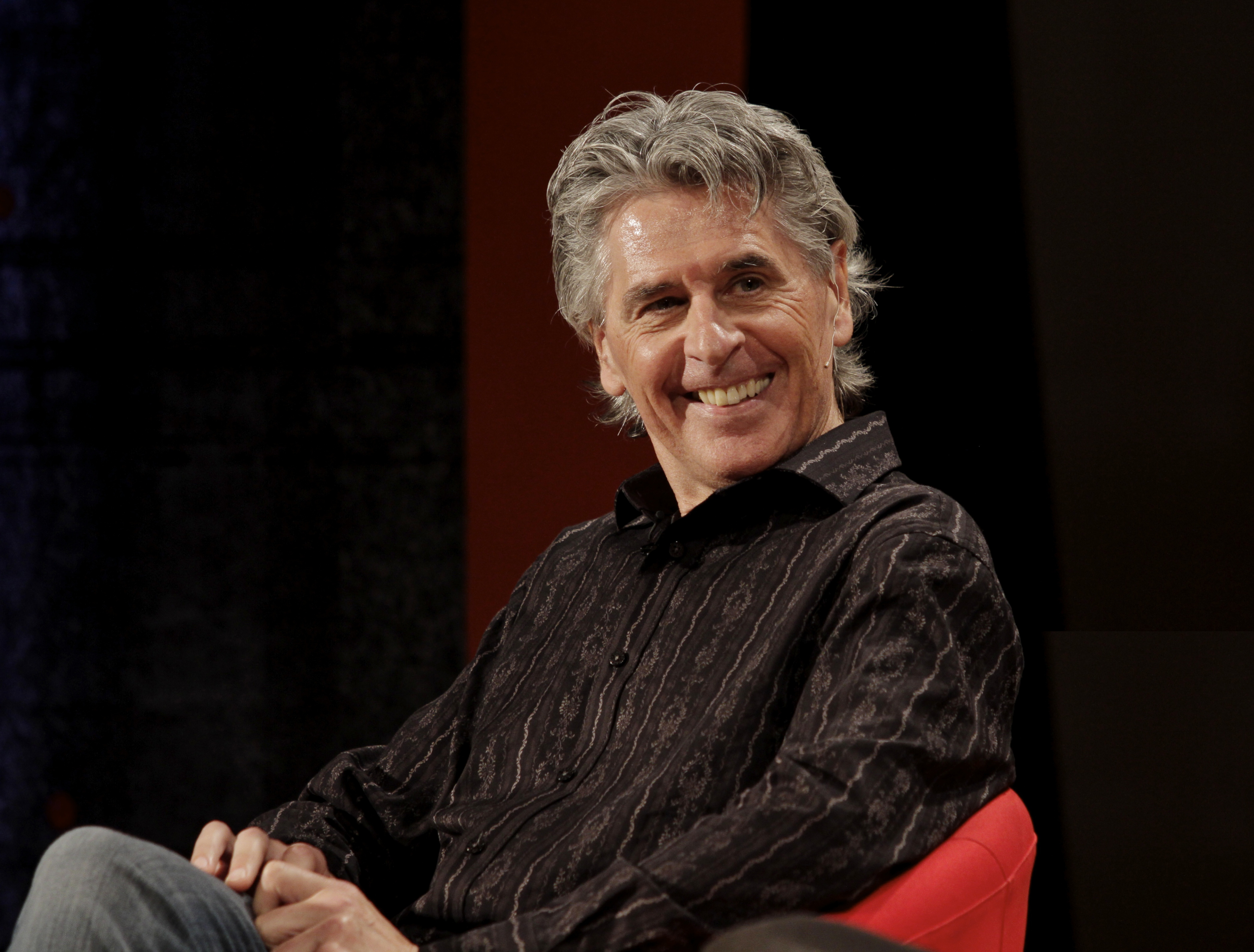
Keith Devlin nel 2011

Keith J. Devlin (Kingston upon Hull, 16 marzo 1947) è un matematico e scrittore inglese.

## Biografia
È direttore esecutivo del  Centro per gli studi sul linguaggio e sull'informazione della Stanford University e docente di matematica alla medesima università.
Inoltre, è commentatore alla National Public Radio, dove è noto col nomignolo di The Math Guy. Al 2004 è autore di 24 libri, per la maggior parte di divulgazione scientifica, accessibili al grande pubblico.
Inoltre, è curatore del Devlin's Angle, una rubrica ricreativa da lui tenuta per la Mathematical Association of America. Nell'ambito di tale attività, è stato mentore per la pubblicazione del libro Contro l'ora di matematica, un  pamphlet di Paul Lockhart, professore di matematica nelle scuole secondarie, fortemente critico nei confronti dei metodi correnti di insegnamento della matematica.

## Opere principali
- Constructibility, Springer, 1984, ISBN 3-540-13258-9.
- Logic and Information, Cambridge University Press, 1991, ISBN 0-521-49971-2.
- The Joy of Sets: Fundamentals of Contemporary Set Theory, Springer, 1993, ISBN 0-387-94094-4.
- Mathematics: The Science of Patterns, Holt Paperbacks, 1996, ISBN 0-8050-7344-2.
- The Language of Mathematics: Making the Invisible Visible, Holt Paperbacks, 1998, ISBN 0-8050-7254-3.
- Mathematics: The New Golden Age, Columbia University Press, 1999, ISBN 0-231-11639-X.
- The Math Gene: How Mathematical Thinking Evolved and Why Numbers Are Like Gossip, Il gene della matematica, Basic Books, 2000, ISBN 0-465-01619-7.
- The Millennium Problems: the Seven Greatest Unsolved Mathematical Puzzles of Our Time, I problemi del Millennio, Basic Books, 2002, ISBN 0-465-01730-4.
- The Math Instinct: Why You're a Mathematical Genius (Along with Lobsters, Birds, Cats, and Dogs), L'istinto matematico, Thunder's Mouth Press, 2006, ISBN 1-56025-839-X.
- Gary Lorden, The Numbers Behind NUMB3RS: Solving Crime with Mathematics Il matematico e il detective, Plume, 2007, ISBN 0-452-28857-6.
- The Unfinished Game, 2008 La lettera di Pascal, Rizzoli 2008.
- Introduction to Mathematical Thinking. 2012, Keith Devlin, 2012, ISBN 978-0615653631.